# (14873) Shoyo
(14873) Shoyo est un astéroïde de la ceinture principale.

## Description
(14873) Shoyo est un astéroïde de la ceinture principale. Il fut découvert le 28 octobre 1990 à Minami-Oda par Kōyō Kawanishi et Matsuo Sugano. Il présente une orbite caractérisée par un demi-grand axe de 2,39 UA, une excentricité de 0,23 et une inclinaison de 8,5° par rapport à l'écliptique.

## Compléments